# لایمن (راینلاند-فالتس)
لایمن (به آلمانی: Leimen) یک شهر در آلمان است که در زودوستپفالتس واقع شده‌است. لایمن ۱٬۰۰۱ نفر جمعیت دارد.